# Roger I de Pallars Sobirà
Roger II de Coserans (1182 - després de 1240) fou vescomte de Coserans de 1211 a 1240, on succeeix al seu pare Roger I de Comenge, i comte de Pallars Sobirà sota el nom de Roger I de Pallars Sobirà amb la seva esposa Guillema I de Pallars Sobirà de 1216 i 1229; després, en solitari de 1229 a 1236.

## Biografia
Roger neix en 1182, segurament a Coserans. És fill de Roger I de Comenge, vescomte de Carcassona i de Coserans, i de Sibil·la de Foix, una filla de Roger Bernat I de Foix. Esdevé vescomte de Coserans a la mort del seu pare, el 1211. Ha de defensar el seu vescomtat contra les ambicions expansionistes del comte de Tolosa, Ramon VI. Durant la croada de les Albigesa, s'oposa a Simó de Montfort i als croats, per raons més polítiques que religioses.
El 1216, Roger es casa amb Guillema I de Pallars Sobirà, comtessa de Pallars Sobirà i última hereva del seu llinatge, que ja s'havia casat en primeres núpcies amb Guillem d'Erill, el senyor de Erill, amb qui no havia tingut fills. Esdevé, per tant, comte consort de Pallars els primers anys, però tampoc tingueren fill. El 1229, Guillema decideix cedir tots els seus drets sobre el comtat i de retirar-se a la vida monàstica: ella li ven el comtat per la suma de 15 000 morabatins.
En 1236, Roger cedeix el comtat de Pallars al seu fill hereu, Roger II de Pallars Sobirà. Mor cap a 1240, cedint-li també el vescomtat de Coserans.

## Matrimonis i descendència
L'any 1216 Roger II es casa amb Guillema I de Pallars Sobirà, comtessa de Pallars Sobirà i última hereva de la primera dinastia de Pallars Sobirà. Aquesta unió no donà fills.
El succeeix Roger II de Pallars Sobirà, Roger III, vescomte de Coserans, fill d'una relació anterior.